# Luboš Zetík
Luboš Zetík (ur. 5 października 1986 w Martinie) – słowacki hokeista.

## Kariera
- MHC Martin U18 (2003)
- MHC Martin U20 (2003-2004)
- MHC Martin (2005-2006)
- HK 95 Považská Bystrica (2006)
- KH Sanok (2006-2007)
- KHL Medveščak Zagrzeb (2007-2008)
- HC GKS Katowice (2008-2009)
- MHK Dolny Kubin (2009-2010)
- HC Orlová (2010-2011)
- MHK Dolny Kubin (2012)
- HK Nový Jičín (2014/2015, 2015/2016)

Wychowanek klubu MHC w rodzinnym mieście. Występował w polskiej lidze w zespole z Sanoka w sezonie 2006/2007. Ponownie pojawił się w zespole na początku sezonu 2007/2008, lecz działacze klubu zrezygnowali z jego usług. Później w edycji 2008/2009 I ligi grał w zespole z Katowic. Po zakończeniu tego sezonu został ukarany przez PZHL dyskwalifikacją na okres dwóch lat za obsceniczne gesty, wykonywane po zakończeniu meczu fazy play-off przeciw KTH Krynica. Od 2009 podejmował występy w klubach z niższych lig słowackich i czeskich. Został zawodnikiem czeskiego zespołu HK Nový Jičín w sezonach 2014/2015, 2015/2016.